# Кальварийская улица
Кальвари́йская улица (бел. Кальварыйская вуліца) — улица в Минске, связывающая центр города с расположенным на западе Фрунзенским районом. Названа в честь Кальварийского кладбища и одноимённого исторического предместья.

## Расположение
Улица начинается от Юбилейной площади, являясь продолжением улицы Романовская слобода. Пересекает улицы Мельникайте, Сухую, Клары Цеткин, Тимирязева, Тучинский переулок, железнодорожную линию Минск—Молодечно—Вильнюс, улицы Домашевскую, Скрыганова, Гусовского, Кальварийский проезд. Затем улица огибает Кальварийское кладбище с севера и на перекрёстке с улицей Ольшевского переходит в улицу Притыцкого.

## История
Улица, связывавшая город с Кальварийским кладбищем, сформировалась в XIX веке. В 1927 году была переименована в честь начальника Белорусского отделения Таможенного управления СССР и заместителя начальника ОГПУ по БССР Иосифа Опанского. В 1934—1936 годах было проложено новое Раковское шоссе, продолжением которого стала улица Опанского. В 1965—1975 годах проводилась активная застройка улицы. В 1993 году улице возвращено историческое название.

## Транспорт
Улица является важной транспортной артерией. На всём протяжении улицы курсируют автобусы, троллейбусы и маршрутные такси. Под улицей расположены станции Минского метрополитена Фрунзенская, Молодёжная и Юбилейная площадь.

## Галерея
- Бизнес центр "Каскад Альфа", перекресток ул. Кальварийской и ул. Скрыганова
- Ворота Кальварийского кладбища